# Хвасон (місто)
Хвасон (кор.: хангиль: 화성; корейська вимова: [ɸʷa.sʌŋ]) — місто в провінції Кьонгі Південної Кореї. Має найбільшу площу сільськогосподарських угідь серед усіх міст чи округів провінції Кьонгі. Перша лінія Сеульського метрополітену проходить через Хвасон, на станції Пьонджом. Лінія Суінбундан також проходить через Хвасон, на станції Очхон.
Поруч у Сувоні розташована фортеця Хвасон.

## Історія
У ранню епоху трицарства, частини сучасного Хвасона контролювала мала держава Вон'ян (원양국, 爰襄國), що входила до конфедерації Махан.
У 1949, коли Сувон було відділено від решти повіту Сувон, повіт став називатись повітом Хвасон, на честь фортеці Хвасон у Сувоні. 1 січня 1989 року, містечко (ип) Осан стало містом, та було відділено від повіту Хвасон. 21 березня 2001 року, повіт Хвасон теж отримав статус міста.

## Географія
Розташовується у західній частині Корейського півострова. Вздовж берега температура взимку низька, через розташування у низьких рівнинах та близькість до мілководного Жовтого моря.

### Клімат

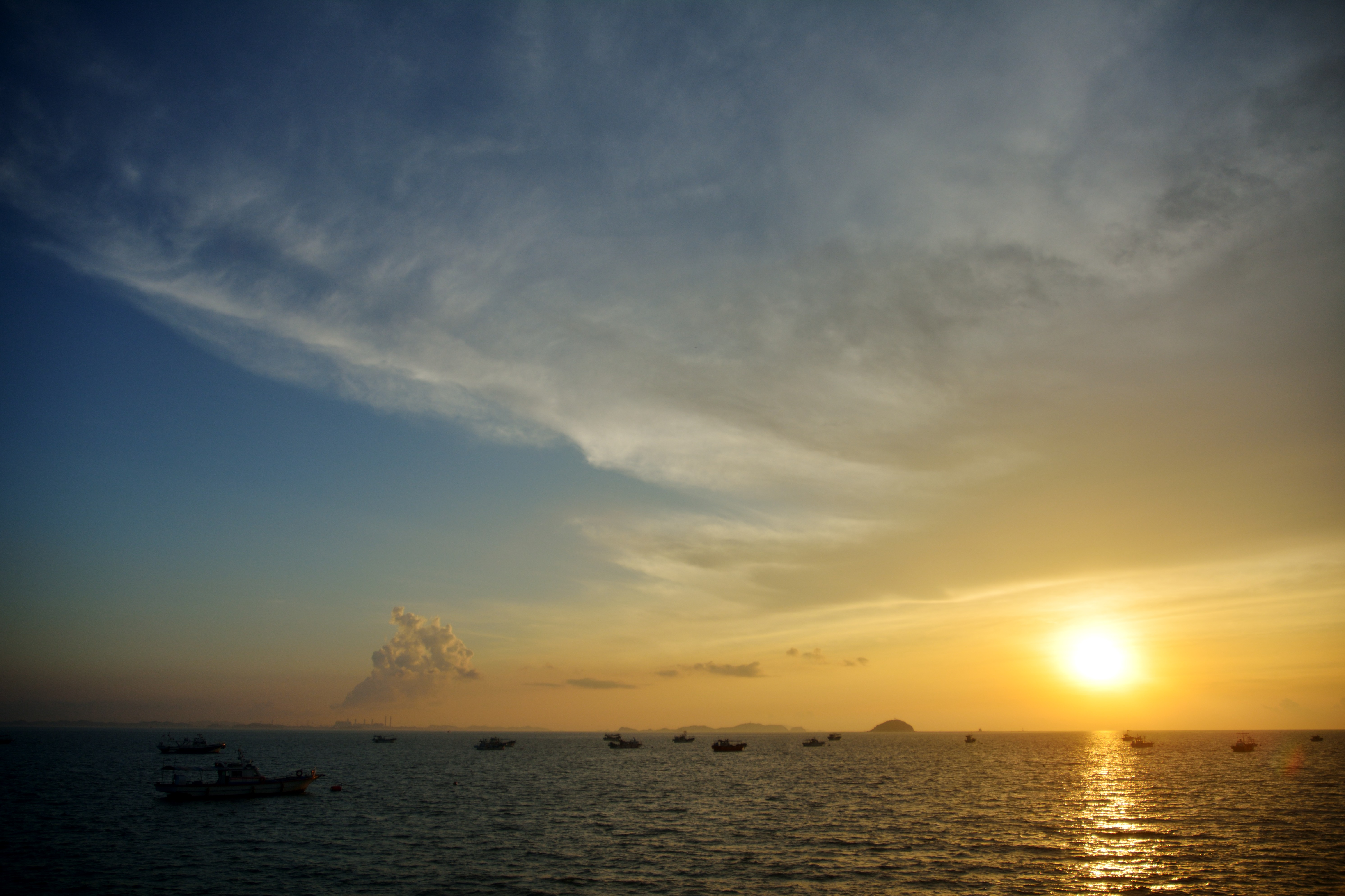
Порт Кунпьон

Місто знаходиться у зоні, котра характеризується вологим субтропічним кліматом. Найтепліший місяць — серпень із середньою температурою 25.6 °C (78 °F). Найхолодніший місяць — січень, із середньою температурою -2.2 °С (28 °F).
| Клімат Хвасона          | Клімат Хвасона | Клімат Хвасона | Клімат Хвасона | Клімат Хвасона | Клімат Хвасона | Клімат Хвасона | Клімат Хвасона | Клімат Хвасона | Клімат Хвасона | Клімат Хвасона | Клімат Хвасона | Клімат Хвасона | Клімат Хвасона |
| Показник                | Січ.           | Лют.           | Бер.           | Квіт.          | Трав.          | Черв.          | Лип.           | Серп.          | Вер.           | Жовт.          | Лист.          | Груд.          | Рік            |
| Середній максимум, °C   | 0              | 1              | 8              | 15             | 20             | 24             | 27             | 28             | 24             | 18             | 11             | 3              | 15             |
| Середня температура, °C | −2             | −1             | 5              | 11             | 16             | 21             | 25             | 25             | 20             | 15             | 7              | 1              | 12             |
| Середній мінімум, °C    | −5             | −4             | 1              | 7              | 12             | 18             | 22             | 22             | 16             | 10             | 3              | −2             | 8              |
| Днів з опадами          | 10             | 9              | 10             | 9              | 6              | 10             | 15             | 14             | 10             | 8              | 13             | 12             | 126            |
| Днів з дощем            | 4              | 4              | 8              | 9              | 6              | 10             | 15             | 14             | 10             | 7              | 11             | 7              | 105            |
| Днів зі снігом          | 8              | 7              | 3              | 0              | 0              | 0              | 0              | 0              | 0              | 0              | 2              | 7              | 27             |
| ----------------------- | -------------- | -------------- | -------------- | -------------- | -------------- | -------------- | -------------- | -------------- | -------------- | -------------- | -------------- | -------------- | -------------- |
| Джерело: Weatherbase    |                |                |                |                |                |                |                |                |                |                |                |                |                |

- Порт Кунпьон

## Демографія

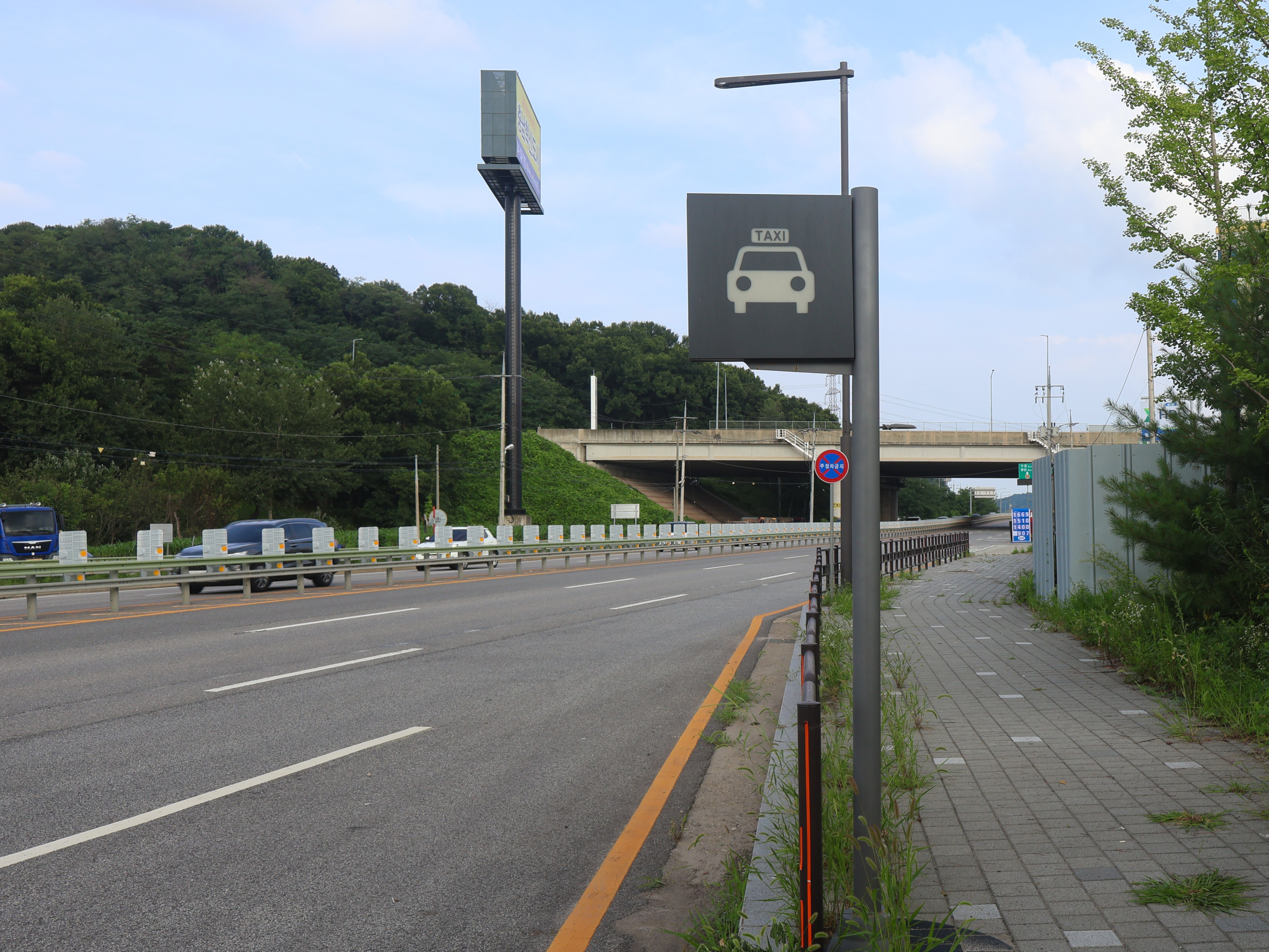
Побомесон-ро

У Хвасоні 49% населення складають громадяни Південної Кореї чоловічої статі, 46% — громадяни Південної Кореї жіночої статі та 5% — іноземці. У місті 236 241 домів, в середньому 2,8 особи на кожне зареєстроване місце проживання в місті.
Адміністративний поділ
У Хвасоні 4 містечок (ип), 9 волостей (мьон) та 13 міських районів (тон). Кожний ип та мьон поділяється на села (рі). У жовтні 2014 року, міський район Нам'ян було понижено в статусі до містечка (ип), вперше в історії Південної Кореї[джерело?].

## Відомі люди
- Чха Бом Ґин, футболіст
- Лі Чхаин, сноубордист
- Чо Йонпіль, співак
- Хон Шінсон, поет
- Лі Йонджін, комік
- Суджін, співачка
- Юн Чонхан, співак

## Міста-побратими
- Бернабі, Британська Колумбія, Канада
- Вейхай, Шаньдун
- Уцзян, Сучжоу, Цзянсу
- Футхо, В'єтнам
- Аксарай, Туреччина[9]